# Liopagus simplex
Genre
Espèce
Liopagus simplex, unique représentant du genre Liopagus, est une espèce d'opilions eupnois de la famille des Sclerosomatidae.

## Distribution
Cette espèce est endémique du Pérou. Elle se rencontre vers Huadquina.

## Description
L'holotype mesure 3,5 mm.

## Publication originale
- Chamberlin, 1916 : « Results of the Yale Peruvian Expedition of 1911. The Arachnida. » Bulletin of the Museum of Comparative Zoology, vol. 60, no 6, p. 177-299 (texte intégral).